# Gugure! Kokkuri-san
Gugure! Kokkuri-san (繰繰れ！ コックリさん lit. ¡Cliquéame, Kokkuri-san!?) es un manga de tipo 4-Koma escrito por Midori Endō, cuya adaptación al anime fue dirigida por Yoshimasa Hiraike.

## Argumento
Kohina Ichimatsu invoca a Kokkuri-san, un fantasma de baja categoría. Kokkuri-san tiene aspecto de un bishōnen y, si bien en un principio quiere atormentar a Kohina, termina preocupándose por ella y sus hábitos alimenticios.

## Personajes

### Principales
* Kohina Ichimatsu (市松 こひな Ichimatsu Kohina?): Aparenta tener 9 años y está en primaria. Su cabello es de color negro y corto, ojos verdes y siempre se le ve con su uniforme, ella vive sola, se considera así misma como una muñeca que no siente, le encantan los fideos instantáneos, en su casa aparecen espíritus, ella invoca al espíritu Kokkuri-san, quien al principio la molesta pero decide cuidar de ella y vigilar su alimentación; un día Kokkuri-san se va y hace que le extrañe, ella se siente triste por ello; se preocupa de Inugami cuando era perro. Pero en el fondo Kohina quiere ser una niña normal pero no sabe cómo expresarse así que actúa como una muñeca. Además, su pasado es un misterio ya que no se sabe de sus padres y cómo vivía antes que llegara Kokkuri-san.
* Kokkuri-san (コックリさん?): Es un espíritu zorro de baja reputación tiene el pelo largo color plata, unas orejas puntiagudas y una larga cola esponjosa de zorro color anaranjado, ojos color ámbar y por lo regular viste con kimono blanco y azul, tiene un gran cascabel en su pecho color dorado con un cordón rojo y blanco del que cuelgan papeles blancos doblados.  Su transformación animal es un zorrito color amarillo oscuro; pero mantiene el collar con el cascabel. Al ser invocado por Kohina, la molesta pero se da cuenta de su mala alimentación así que decide quedarse para cuidar de ella, cuida de la casa también, es amable y sobre-protector con Kohina respecto a Inugami pero después lo acepta por Kohina, a pesar de que Inugami le odia lo alimenta, y le da paseos. 
* Inugami (狗神?) Es un espíritu perro que usualmente se le ve vestido de traje negro con un brazalete rojo en el brazo izquierdo, su pelo es de color azul oscuro y los ojos rojos. Es muy fiel a Koniha ya que ella fue la única persona que no lo maltrato ni desprecio en vida, así que decide ser serle fiel por ello, se transforma a veces en mujer ya que no recuerda cuál era su género antes de morir; su transformación animal es un cachorro de color morado mezcla de los juguetes más populares del momento solo para agradar a Kohina. Él dice que odia a todo el mundo hasta a él mismo pero a la única persona que ama es a Kohina. Le gusta aullar por las noches a la luna, enterrar cosas en el jardín (sobre todo las sandalias de Kokkuri) y tomar café caliente. Tiene personalidad psicópata cuando se trata de Kohina ya que esta obsesionado con ella, pero cuida de ella. En el fondo le tiene enviadia a Kokkuri-san por ser como es. Cuando Kohina va al colegio o le seca de paseo adquiere su forma animal, pero cuando es Kokkuri el que le saca de paseo se queda en su forma humana para que pase vergüenza.
* Shigaraki (信楽?) Es un espíritu mapache al cual le gusta beber mucho y las mujeres atractivas. Su pelo es blanco dorado por la parte superior y castaño oscuro por la inferior, sus ojos son negros con la pupila fina y un poco alargada. Se viste con un quimono color verde militar y amarillo, usa un sombrero de paja japonés tradicional. Se instala en la casa de Kohina por un error de esta al pretender invocar a Kokkuri y finalmente invocar a Shirigaki. Él le debe dinero a Kokkuri-san de cuando vivían como vecinos. Su transformación animal es un mapache humanoide que después cambia a un mapache adorable, siempre mantiene en su transformación su sombrero japonés y su botella de sake. En un capítulo pide prestado dinero a Kohina, Kokkuri e Inugami para un orfanato en el que viven los niños a los que por culpa de su poder ha dejado sin padres, pero dice que en realidad está engañando a los humanos porque no es realmente amable, solo finge. En otro capítulo, Kohina puede ver espíritus, y se encariña con uno de estos, lo cuida y lo alimenta pero este la traiciona y Shigaraki lo mata para protegerla pero le deja una cicatriz en su ojo derecho. Cuando descubre la transformación femenina de Inugami no duda en querer liarse con ella y cuando Kokkuri es maldecido y convertido en una mujer Shirigaki dedica todo su tiempo a conseguir un beso.

#### Secundarios
- Tama (タマ?) La compañera de Kohina
- Jimeko-san (じめ子さん?  lit. "Srita. Matona")
- Yamamoto-kun (山本君?)
- Tengu (天狗?)
- Kureha (紅葉?)

## Media

### Manga
Ha sido publicado en la revista Gangan Joker de la editorial Square Enix entre el 22 de julio de 2011 y el 22 de noviembre de 2016. A la fecha, presenta 12 tomos.
Uno de los tomos, el 8.5, se refiere a un spin-off del manga original. El mismo, titulado Gugure! Kokkuri-san Shigaraki-ojisan, fue escrito por Midori Endō y el arte estuvo a cargo de Souichirou. Fue lanzado el mismo día que el octavo tomo del manga original.

#### Lista de volúmenes
| Volumen | Fecha de publicación en Japón |
| ------- | ----------------------------- |
| 01      | 22 de diciembre de 2011       |
| 02      | 27 de julio de 2012           |
| 03      | 22 de octubre de 2012         |
| 04      | 22 de marzo de 2013           |
| 05      | 25 de agosto de 2013          |
| 06      | 22 de marzo de 2014           |
| 07      | 22 de septiembre de 2014      |
| 08      | 22 de diciembre de 2014       |
| 08.5    | 22 de diciembre de 2014       |
| 09      | 22 de mayo de 2015            |
| 10      | Noviembre de 2015             |
| 11      | Marzo de 2016                 |

### Anime
Una serie de Anime ha sido adaptada por el estudio TMS Entertainment. La misma, constó de 12 episodios que fueron televisados por distintos canales de la red TX Network.
En Estados Unidos, la serie ha sido licenciada por Sentai Filmworks y transmitida por el sitio web Crunchyroll.

#### Lista de episodios
| #  | Título | Fecha de Emisión Japón  |
| -- | --- | ----------------------- |
|    | |                         |
| 1  | «¡La Chica-Muñeca conoce a Kokkuri-san!» «Ningyo shoujo miitsu Kokkuri-san!» (人形少女・ミーツ・コックリさん!)                                          | 6 de octubre de 2014    |
| 2  | «¡Una sonrisa refrescante es el primer paso para ser una persona decente!» «Sawayaka na egao wa maningen e no daiippo!» (爽やか笑顔は真人間への第一歩!) | 14 de octubre de 2014   |
| 3  | «¡Inugami se queda en casa!» «Inugami sutei hausu!» (狗神ステイハウス!)                                                                                 | 21 de octubre de 2014   |
| 4  | «¡El que está en mi mente es del tipo SF!» «Ki ni naru aitsu wa SF-kei!» (気になるアイツはSF系!)                                                        | 28 de octubre de 2014   |
| 5  | «¡Las flores en el escritorio son un mensaje!» «Tsukue no ohana wa messeji!» (机のお花はメッセージ!)                                                    | 4 de noviembre de 2014  |
| 6  | «¡Kohinata, el Cíclope y Shigaraki!» «Kohinata to hitotsume to Shigaraki!» (こひなと一つ目と信楽!)                                                      | 11 de noviembre de 2014 |
| 7  | «¡Tama, la Diosa-Gato, se enamora a primera vista!» «Nekogami Tama no hitomebore!» (猫神タマの一目惚れ!)                                                | 18 de noviembre de 2014 |
| 8  | «¡El vaporoso Tour a las aguas termales de Kokkuri-san!» «Kokkuri-san no yukemuri hitou meguri!» (コックリさんの湯けむり秘湯めぐり!)                    | 25 de noviembre de 2014 |
| 9  | «¡La edad de varias preocupaciones!» «Nayami Ōki To-shi-go-ro!» (悩み多きト・シ・ゴ・ロ！)                                                              | 2 de diciembre de 2014  |
| 10 | «¡Los días de espera en vano de Kureha!» «Kureha Machibōke no Hibi!» (紅葉待ちぼうけの日々！)                                                           | 9 de diciembre de 2014  |
| 11 | «¡El marginado Cosplay de los adultos!» «Otona Duroppuauto Kosupure!» (大人ドロップアウトコスプレ!)                                                     | 14 de diciembre de 2014 |
| 12 | «¡Destino!» «DESTINY!» | 21 de diciembre de 2014 |

#### Reparto
| Personaje        | Seiyū Original (Japón)               |
| ---------------- | ------------------------------------ |
| Kohina Ichimatsu | Ryō Hirohashi                        |
| Kokkuri-san      | Daisuke Ono Ryōko Shiraishi (mujer)  |
| Inugami          | Takahiro Sakurai Chiwa Saitō (mujer) |
| Shigaraki        | Jōji Nakata                          |
| Tama             | Yukana                               |
| Yamamoto-kun     | Kazutomi Yamamoto                    |
| Jimeko           | Hisako Kanemoto                      |
| Kureha           | Rina Satō                            |
| Tengu            | Kōsuke Toriumi                       |

La narradora de la serie es Yukari Tamura.

#### Banda sonora
- Opening: Welcome!! DISCO Kemokemoke por Daisuke Ono, Takahiro Sakurai y Jōji Nakata.
- Endings:
  - This Merry-Go-Round Song por Atsushi Suemitsu (eps 2-11).
  - Welcome!! DISCO Kemokemoke por Daisuke Ono, Takahiro Sakurai y Jōji Nakata (ep 12).

### Especiales
Entre el 24 de diciembre de 2014 y el 27 de mayo de 2015, el estudio TMS Entertainment produjo seis cortos de animación con una duración aproximada de 5 minutos cada uno. Estos episodios especiales fueron incluidos en los Blu-rays y DVD de la serie de anime.